# Death Execution
Death Execution è una compilation del gruppo musicale Morbid, pubblicata nel 1995 dalla Holycaust Records. 

## Tracce
Lato A (Guerra)
1. Death Execution – 4:08
2. Necrodead – 2:54
3. Wings of Funeral – 3:47
4. From the Dark – 6:00

Lato B (Sodomia)
1. My Dark Subconscious – 4:29
2. Wings of Funeral – 3:47
3. Tragic Dream – 1:16
4. From the Dark – 6:00
5. Death Execution – 4:08
6. Disgusting Semla – 3:21
7. Outro (C.T.) – 1:19